# Нємченко Віктор Миколайович
Віктор Миколайович Нємченко (19.11.1917 — 04.09.1981) — дослідник історії України, доцент кафедри історії України Одеського державного університету імені І. І. Мечникова.

## Життєпис
В. М. Нємченко народився 19 листопада 1917 року у м. Ананьїв Ананьївського повіту Херсонської губернії. Мати Марія Олексіївна — вчителька; батько Микола Петрович — полковник, Георгіївський кавалер, загинув у Першу світову війну, коли сину було три місяці.
Навчаючись у середній школі у м. Ананьїв, Віктор Миколайович виявив яскраві здібності до історії та літератури.
У 1937—1941 роках був студентом історичного факультету Одеського університету імені І. І. Мечникова.
З початком німецько-радянської війни, відкинувши можливість евакуюватися до Майкопу у складі історичного факультету, пішов до військкомату з метою потрапити добровольцем на фронт, але був відряджений на сільськогосподарські роботи. До армії потрапив у серпні 1941 року. Був направлений у м. Дніпропетровськ на навчання в військовому артучилищі, але, оскільки училище було евакуйовано в глибокий тил, потрапив на фронт рядовим в складі курсантського підрозділу.
Згодом, у травні 1942 року, закінчив Краснодарське військове мінометне училище, одержав звання молодшого лейтенанта, та з літа 1942 року і до кінця війни воював командиром мінометного взводу, командиром мінометної роти. Брав участь у боях на Північному Кавказі: під Новоросійськом, станицями Абінською та Кримською; у воєнних діях у Криму, Румунії, Болгарії, Югославії, Чехословаччині, Угорщині. В запеклих боях на озері Балатон його вже не вперше було поранено. 
Бився у складі 81-ї окремої морської стрілецької бригади Закавказького (згодом Північно-Кавказького) фронту, а з осені 1943 року — у підрозділах 4-го Українського фронту та 3-го Українського фронту. 
Війну закінчив у Австрії. У грудні 1945 року капітан Нємченко демобілізувався, маючи на меті продовжити навчання в Одеському університеті.
У 1947 році закінчив історичний факультет, успішно захистив дипломну роботу, присвячену аналізу «Журналу» (щоденника) Т. Г. Шевченка.
У 1948—1951 роках вчився в аспірантурі при кафедрі історії УРСР Одеського університету.
У вересні 1951 року почав викладацьке життя молодого історика на кафедри історії СРСР Одеського університету імені І. І. Мечникова.
З серпня 1952 року по жовтень 1954 року працював у Державному музеї оборони Одеси (зараз — Краєзнавчий музей), де завідував відділом «Червона Армія та Чорноморський флот в обороні міста». Зокрема, він розробив експозицію, присвячену партизанському руху в Одесі.
У 1954 — 1956 роках був старшим викладачем кафедри історії народів СРСР Одеського педагогічного інституту ім. К. Д. Ушинського. У вересні 1956 року повернувся на посаду викладача кафедри історії СРСР Одеського університету імені І. І. Мечникова.
В 1960 році в Інституті історії Академії Наук УРСР захистив дисертацію «Селянський рух на півдні України у 1917 році» (науковий керівник кандидат історичних наук, доцент С. М. Ковбасюк) на здобуття наукового ступеня кандидата історичних наук. Роки поспіль із вдячністю згадував свого опонента М. А. Рубача — видатного спеціаліста та гідну людину. Згодом було присвоєно вчене звання доцента.
З липня 1962 року обіймав посаду доцента кафедри історії УРСР Одеського університету імені І. І. Мечникова.
В. М. Нємченко помер від серцевого нападу 4 вересня 1981 року в м. Одеса, похований на Другому християнському кладовищі.

## Науковий доробок
Наукові інтереси Віктор Миколайовича пов'язані, в першу чергу, з історією селянства півдня України. Поземельні відносини, економічне становище селянства, селянський рух періоду Першої світової війни, Лютневої та Жовтневої революцій 1917 р. — ґрунтовне вивчення цих питань відображено у десятках наукових публікацій. Ще один напрямок роботи — краєзнавчі розшуки: в 60-тих рр. Віктор Миколайович брав участь у багатотомному проекті «Історія міст і сіл України», а в 1974–1975 рр. займався археографічними дослідженнями на теренах Південної України.
На історичному факультеті Віктор Миколайович читав загальний курс історії УРСР та низку спеціальних курсів. Його лекції викликали жвавий інтерес у студентів, які, за багатьма свідченнями, любили свого викладача.
Справжнім захопленням Віктор Миколайовича була історія Другої світової війни. Як багато хто з фронтовиків, він майже ніколи не розповідав про особистий воєнний досвід (красномовною є його фраза: «На війні виявляються найкращі та найгірші якості людини»), втім завзято збирав мемуарну літературу, яка займала особливе місце у величезній домашній бібліотеці.

## Вибіркова бібліографія
- Подпольная комсомольская организация «Партизанская искра»//Научный ежегодник Одесского государственного университета. 1956 г. — 1957. — С. 31—33. (в соавт. с Н. Н. Пустовойтенко).

- «Журнал» (щоденник) Т. Г. Шевченка як історичне джерело// Праці Одеського державного університету ім. І. І. Мечникова. — Т. 152. — Серія філологічні науки. — Вип. 14. Тарас Григорович Шевченко. — 1962. — С. 106—111.

- Селянський рух на півдні України напередодні Великої Жовтневої соціалістичної революції//Праці Одеського державного університету імені І. І. Мечникова. — Т. 147. — Серія суспільних наук. — Вип. 2. — Одеса, 1957. — С. ,

- Економічне становище селянства півдня України і загострення класових суперечностей напередодні Лютневої буржуазно-демократичної революції (за матеріалами Херсонської та півночі Таврійської губерній) //Праці Одеського державного університету імені І. І. Мечникова. — Т. 151. — Вип. 5. — Одеса, 1961. — С. 123—133.

- Союз серпа и молота. Из истории создания, развития и укрепления союза рабочего класса и крестьянства (На материалах Юга Украины). — Киев — Одесса: «Вища школа», 1977. (Глава II, раздел 3; глава III, раздел 4).

- Сичавка //Історія міст і сіл Української РСР. Одеська область. — Київ, 1969. — С. 153—161.
- До питання про характер поземельних відносин напередодні Великої Жовтневої соціалістичної революції на півдні України //Питання історії народів СРСР. — 1973. — Вип. 16. — С. 111—119.

- Об итогах работы археографического отряда Одесского государственного университета в 1974 — 75 гг.// Археологические и археографические исследования на территории Южной Украины. Сборник научных трудов. — Киев — Одесса, 1976. — С. 8 — 13. (в соавт. с А. Д. Бачинским и В. П. Ващенко).

## Нагороди
- Ордени СРСР: 
  - Червоної зірки
- Медалі СРСР, в тому числі: 
  - «За оборону Кавказу»
  - «За перемогу над Німеччиною у Великій Вітчизняній війні 1941—1945 рр.» та інші